# Rudtjärnen (Hörnefors socken, Västerbotten)
Rudtjärnen är en sjö i Umeå kommun i Västerbotten och ingår i Hörnån-Öreälvens kustområde.